# Brigitte Ernst de la Graete
Brigitte U.J.M.J.G. Ernst de la Graete (Liegi, 23 aprile 1957) è una politica belga, esponente di Ecolo ed europarlamentare dal 1989 al 1994.

## Biografia

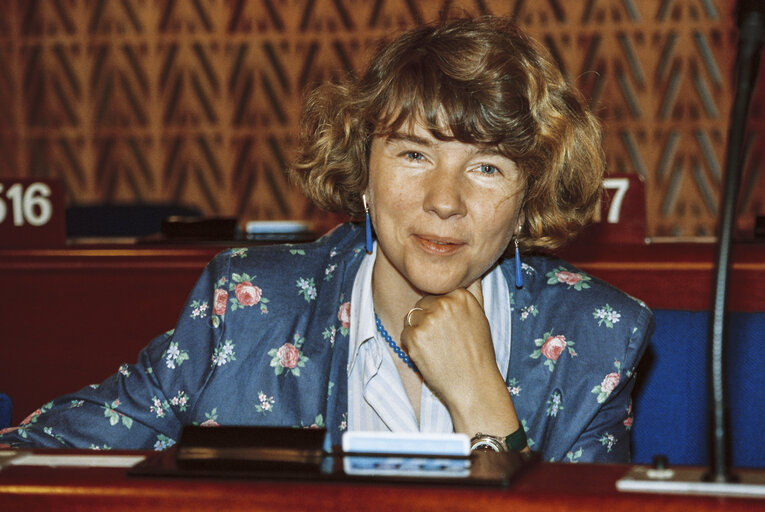
Brigitte Ernst de la Graete nel 1993

Brigitte Ernst de la Graete studiò giurisprudenza e sociologia. Dal 1980 lavorò come assistente presso la facoltà di giurisprudenza dell'Università di Liegi.
Fu attiva politicamente nel campo dei diritti umani, dell'ecologia e dell'uguaglianza di genere. 
Aderì al partito ambientalista Ecolo, di cui fu segretaria generale dal 1999 al 2002, insieme a Philippe Defeyt e Jacques Bauduinen. Dal 1983 al 1988 fu membro del consiglio comunale di Liegi; vi ritornò a sedere tra il 2001 e il 2014, presiedendo la commissione per l'assetto territoriale, l'ecologia e il turismo. Ricoprì anche la carica di vicesindaco della città.
In occasione delle elezioni del 1989, Brigitte Ernst de la Graete si candidò al Parlamento europeo e fu eletta. Entrò a far parte del Gruppo Verde e ne rivestì la carica di vicepresidente dal luglio 1989 al maggio 1991. Fu inoltre membro della commissione per i problemi economici e monetari e la politica industriale, della commissione per i diritti della donna e della commissione per le petizioni.
Lasciato il seggio, dal 1995 al 1999 fu direttrice di Amnesty International nell'Unione Europea. Dal 1999 al 2003 fu assistente per gli affari europei dell'allora segretario di Stato per la cooperazione allo sviluppo, Eddy Boutmans. Dal 2003 al 2005 fu coordinatrice di Forem, un'agenzia per l'impiego vallone.
Nel 2003 si candidò infruttuosamente per un seggio da parlamentare.
Dal 2005 diresse il centro di mobilità Euraxess, organizzando corsi per i dipendenti delle università europee.
Nel 2017 rassegnò le dimissioni dal partito dopo essere stata coinvolta nell'inchiesta sui Malta Files.